# Proyecto Oak
Proyecto informático que configura el marco de desarrollo pionero del que surgirá posteriormente el lenguaje informático y entorno operativo Java.
En 1991, James Gosling y su equipo de investigación (Bill Joy, Andy Bechtolsheim, Wayne Rosing, Mike Sheridan, James Gosling y Patrick Naughton) se encuentran trabajando en Green, un proyecto de los laboratorios de Sun, encaminado a la realización de un lenguaje de programación orientado a objetos, el éxito inicial de este proyecto lo lleva hacia una vertiente comercial bajo el nombre de First Person, encaminado a construir aplicaciones de comunicación en red para dispositivos de consumo. 
FirstPerson actúa como entididad empresarial independiente de Sun Microsystems, con sede en
100 Hamilton Avenue, Palo Alto California 94301 U.S.A, por aquel entonces sede del Digital Western Laboratory, y edita los primeros manuales de programación en Oak. Se llega a producir un dispositivo muy llamativo para la época consistente en un prototipo de PDA wireless, con pantalla táctil, denominado Star7.
Star 7 contiene una versión de Unix preparada para funcionamiento en menos de 1 Megabyte de RAM, drivers para PCMCIA, sistema de ficheros flash RAM, y un nuevo lenguaje de programación compacto, seguro, distribuido, interpretado, con recogida de basura, multihilo, arquitectura neutral y sistema de gráficos con soporte de sprites y paleta gráfica de 32 bit.
Sin embargo, la falta de éxito de la intención comercial con respecto a las posibles integraciones en dispositivos de consumo, como sistema operativo de los mismos, debido a la falta de interés o comprensión por parte de los fabricantes de hardware, lleva a una reunificación con un tercer proyecto, denominado Self, que trabajaba en tecnologías de compilación dinámica. Esto supone la fundación del proyecto Live Oak, que resulta finalmente en 1995 en la salida al mercado de la plataforma Java.
Previamente, en diciembre de 1990, Patrick Naughton, Mike Sheridan y James Gosling se reunían en secreto para intentar dilucidar el futuro de la computación, llegando a la conclusión que una de las principales tendencias sería la convergencia de dispositivos digitales (electrónica de consumo) y computadoras.